# Jean-Pierre Fontana
Jean-Pierre Fontana, írói álneve: Guy Scovel (Clermont-Ferrand, 1939. október 18.) francia tudományos-fantasztikus író

## Élete
1964 végén alapította meg a Mercury című fanzint, amelynek tizenöt száma és egy különszáma, a Mercury-Bis jelent meg, ez utóbbi volt az első francia fanzin, amely teljes egészében a tudományos-fantasztikus filmekkel foglalkozott. 1964-től számos folyóiratban publikálta novelláit: Fiction, Jungle Film, Kimba, Atlanta, Galaxie, Sidéral, Argon, Heroic Adventures, Les vagabonds du rêve, SF Magazine, stb. Ezek közül többet olasz, német, román és spanyol nyelvre fordítottak.
1966-ban alapította meg a L'Idée et l'Écran filmklubot, 1968 júliusától 1976-ig Clermont-Ferrand-i Rio-mozi vezetője volt. 1970-ben alapította meg a Promotion du Fantastique klubot, 1972-ben megszervezte az első Clermont-Ferrand-i Science Fiction-fesztivált, ezután 1974-ben az első francia nemzeti sci-fi-kongresszus szervezője volt. 1970 és 1975 közt kritikai jegyzeteket és tanulmányokat publikált a Fiction és a Galaxie című lapokban. 1976-ban szervezte meg a második Clermont-Ferrand-i Science Fiction-fesztivált a Rio moziban, majd átvette a Le Studio mozi vezetését, ahol 1977-ben megszervezte a harnadik (egyben utolsó) Clermont-Ferrand-i Science Fiction-fesztivált. A L'Écran Fantastique című magazin állandó közreműködője.
1985 és 1990 közt könyvkritikákat írt a Le Mois à Clermont című folyóirat számára. Tagja volt a Clermont-Ferrand-i Rövidfilm Fesztivál zsűrijének. Számos olasz fantasztikus novellát fordított franciára. Alapító elnöke az 1974-ben létrehozott Grand Prix de la Science-Fiction Française-nak, (1988-tól Grand Prix de l'Imaginaire), Tisztségéről 2014 februárjában mondott le, egy, a nyertesek személyéről folytatott vita után. 2005-től 2008 decemberéig a Lunatique magazin főszerkesztője volt, ezt a tevékenységét 2011-től folytatta, ugyanabban az évben, amikor digitális formában újraindította Mercury című fanzint (összesen három szám jelent meg), ez főként regények kiadásával foglalkozott. Napjainkban Jean-Pierre Andrevonnal felváltva tölti be a Galaxies-Lunatique főszerkesztői posztját (a lap neve 2012 májusában Galaxies-Mercury lett). 
2013-ban megalapította a Gandahar egyesületet. A Gandahar nevet Jean-Pierre Andrevon és Philippe Caza, a Gandahar című mű szerzője és illusztrátora előtt tisztelegve választották, ők ketten természetesen az egyesület tiszteletbeli elnökeivé váltak. Az egyesület központi irodája Clermont-Ferrandban található. Az egyesület 2013-ban mozifesztivált szervezett a Clermont-Ferrand-i Rio mozival együttműködve, valamint
elindította a Gandahar című irodalmi folyóiratot, amelynek első száma 2014 novemberében jelent meg.
Az egyesület munkájának köszönhető a Les Aventuriales nevű könyvvásár, amely első alkalommal 2015 szeptemberében került megrendezésre.
2018 elején a Gandahar egyesület neve Aventuriales-re változott, a magazin pedig önálló egyesületet alapított Éditions GandahaR néven, amelynek vezetője Jean-Pierre Fontana és Christine Brignon. A Gandahar magazint a 2018-as Grand Prix de l’Imaginaire versenyen a Robert Youngnak szentelt nyolcadik számért külön elismerésbenésben részesítették. A magazinon kívül az Éditions GandahaR a Patrimoine de l'Imaginaire című sorozatában ma már alig ismert szerzők néhány művét is újra kiadja. A gyűjteményben megjelent első két szerző Nathalie Henneberg és Christine Renard. Magyar nyelven egyetlen novellája jelent meg, A vész erdejében címmel 1974-ben az Égtájak antológiában. A novellát 1980-ban a Galaktika 38. száma újra közölte.

## Fordítás
- Ez a szócikk részben vagy egészben  a   Jean-Pierre Fontana című francia Wikipédia-szócikk ezen változatának fordításán alapul.  Az eredeti cikk szerkesztőit annak laptörténete sorolja fel. Ez a jelzés csupán a megfogalmazás eredetét és a szerzői jogokat jelzi, nem szolgál a cikkben szereplő információk forrásmegjelöléseként.